# 平盛国
平 盛国（たいら の もりくに）は、平安時代末期の伊勢平氏の武将。平清盛の側近。
父は平盛康、または平盛遠（『平家物語』）、平資盛（『勢州軍記』『勢州四家記』）、平季衡（『尊卑分脈』）など諸説あるが、平正度に連なる一族と見られる。
子息・盛俊と共に「主馬判官管親子」などと称される事から、本拠は伊勢国壱志郡須可郷（現三重県津市）で、その荘官を務めていたと考えられている。他に鎮西にも知行所を有している。

## 生涯
清盛の側近として仕え、保元元年（1156年）の保元の乱、平治元年（1159年）の平治の乱では、一門衆の要となる侍大将として嫡男・盛俊と共に戦い、多くの功績を挙げた。
保元2年（1157年）10月、信西による大内裏造営での功により、右衛門尉、ついで左衛門尉となる。長寛2年（1164年）に厳島神社に奉納された平家納経の製作に関与している。永万元年（1165年）正月、検非違使に補任される。仁安元年（1166年）10月、憲仁親王の立太子に伴い、東宮の主馬首を兼任し、主馬判官と呼ばれる。平家貞の死後は、盛国が平家第一の郎党となり、平氏宗家の家令（執事）としての役割を担った。
承安年間には関白・松殿基房の賀茂詣に供奉するなど、検非違使・左衛門尉としての務めが多く見られる。承安3年（1173年）に清盛一門が厳島神社に奉納した舞楽面が9面現存し、国宝に指定されているが、そのうち2面の裏面に朱漆で「厳嶋社二面承安三年八月 日 盛国朝臣調達」と銘が記されている。
治承元年（1177年）の鹿ケ谷の陰謀では、清盛邸に赴いて密告した多田行綱の応対をしている。平家打倒の陰謀に激怒する清盛の動きを案じ、重盛に知らせたという。治承4年（1180年）、富士川の戦いで大敗し、責任を問われた伊藤忠清を弁護した。治承5年（1181年）、清盛は九条河原口（賀茂川東岸）の盛国の屋敷で息を引きとっている。

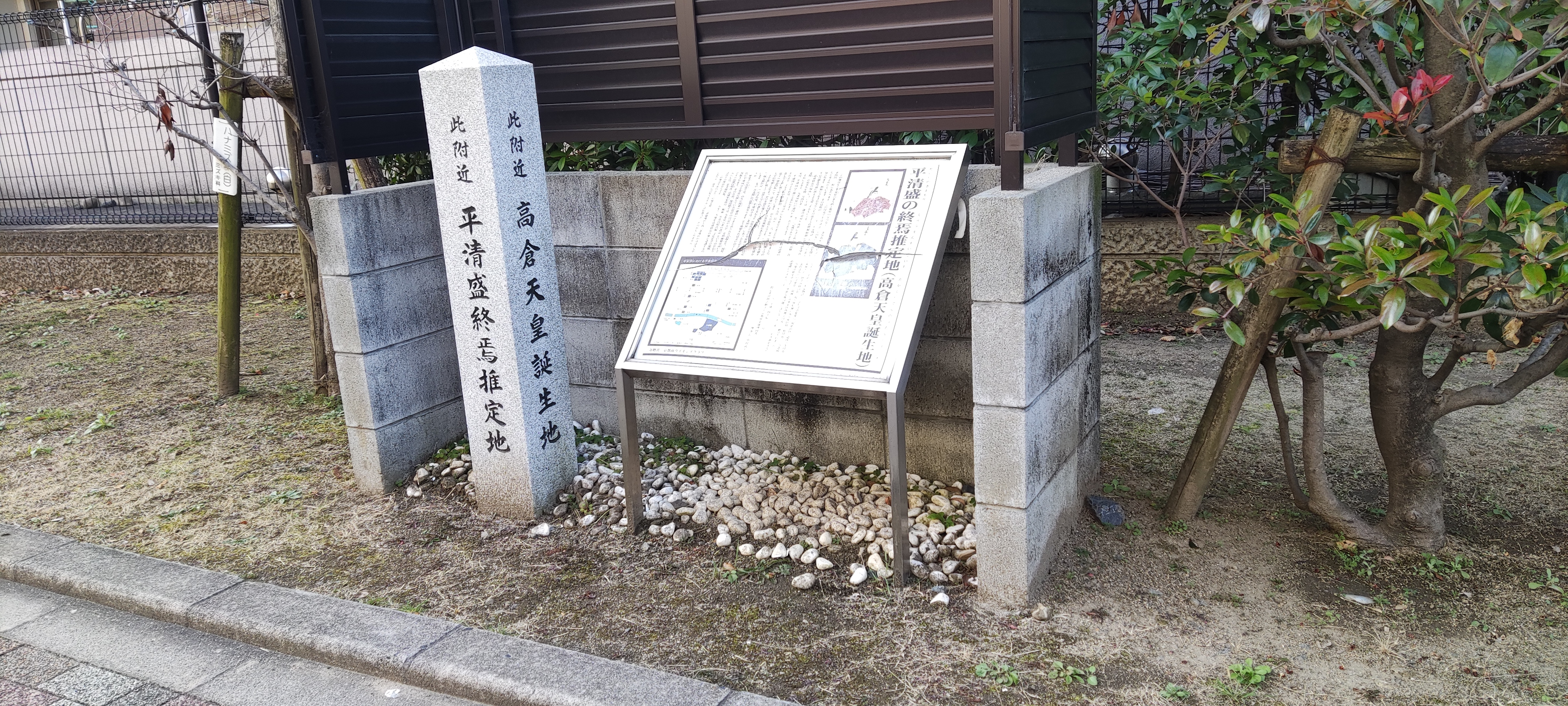
平清盛終焉推定地（高倉天皇誕生地）碑（京都市）京都府京都市下京区西之町166

清盛の死後、平家が衰退して都落ちを余儀なくされると、盛国もこれに従った。清盛死後の盛国の活躍は老齢のためもあってか、あまり詳しくは見られないが、新たに平氏棟梁となった平宗盛の側近として仕えていたと見られる。都落ちの翌年、寿永3年（1184年）2月の一ノ谷の戦いで盛俊が討ち死にしている。寿永4年（1185年）3月の壇ノ浦の戦いで平家一門が滅ぼされると、捕虜となって宗盛と共に鎌倉に送られた。源頼朝は盛国の一命を助けて三浦氏一門の岡崎義実の元にその身柄を預けた。義経の異母兄で源家（源姓鎌倉氏）棟梁の源頼朝の命で帰順を促したが、盛国はそれを拒否して、盛国は日夜一言も発する事なく法華経に向かい、飲食を一切絶って文治2年（1186年）7月25日、餓死によって自害した。享年74。頼朝はこの盛国の態度を称賛したという。頼朝は盛国の死を惜しんで、盛国の末子の関実忠が頼朝に帰順を示したので、彼を伊勢国の地頭に任じた。

## 関連作品
テレビドラマ
- 新・平家物語（1972年・NHK大河ドラマ）- 演：柳永二郎
- 平清盛（2012年・NHK大河ドラマ） - 演：上川隆也